# Investiții de capital
Investiții de capital (engleză Private equity) este un termen care înseamnă deținere de acțiuni la companii private (care nu sunt listate la burse).
Fondurile (companii) care se ocupă cu private equity sunt fonduri de investiții închise cu capital de risc, care se ocupă cu achiziționarea de acțiuni la companii private. După modul de realizare al obținerii de acțiuni, aceste fonduri se împart în trei mari categorii:
- Capital de risc - fonduri care finanțează pornirea companiilor sau finanțează companii mici în vederea dezvoltării lor;
- Efectul de levier - fonduri se ocupă cu cumpărarea directă de acțiuni de la companii private prin realizarea unor oferte tentante;
- Capital de expansiune - fonduri care se ocupă cu finanțarea companiilor mari și stabile, în vederea ajutării acestora de a se dezvolta, extinde sau restructura.

## Vezi și
- Listă de companii de investiții de capital